# Sybra flavomarmorata
Sybra flavomarmorata är en skalbaggsart som beskrevs av Stefan von Breuning 1942. Sybra flavomarmorata ingår i släktet Sybra och familjen långhorningar. Inga underarter finns listade i Catalogue of Life.